# Правен институт
Правният институт или институтите на правото (мн.ч.) са най-малката съвкупност от правни норми в рамките на йерархията в нормативното битие на правото - след правните дялове и правните отрасли.
Правният институт, подобно на по-големите дялове и отрасли в правото, е исторически обособила се съвкупност в позитивното право, регулиращ определен вид обществени отношения при използване на специфичен юридически режим. Например авторското право е институт на правото на интелектуална собственост.
Като своеобразни вътрешни подразделения на правните отрасли, правните институти също се характеризират със специфика на регулираните от тях обществени отношения, а във връзка с това и със специфика на юридическия режим. 